# Subdivisões do Reino da Iugoslávia
As subdivisões do Reino da Jugoslávia (inicialmente chamado de Reino dos Sérvios, Croatas e Eslovenos) existiram em três formas diferentes. De 1918 a 1922, o reino manteve as subdivisões anteriores à Primeira Guerra Mundial dos estados predecessores da Jugoslávia. Em 1922, o estado foi dividido em 33 oblasts ou províncias e, em 1929, um novo sistema de nove banatos (em sérvio-croata, a palavra "banato" é banovina) foi implementado.

## Subdivisões pré-iugoslavas (1918-1922)

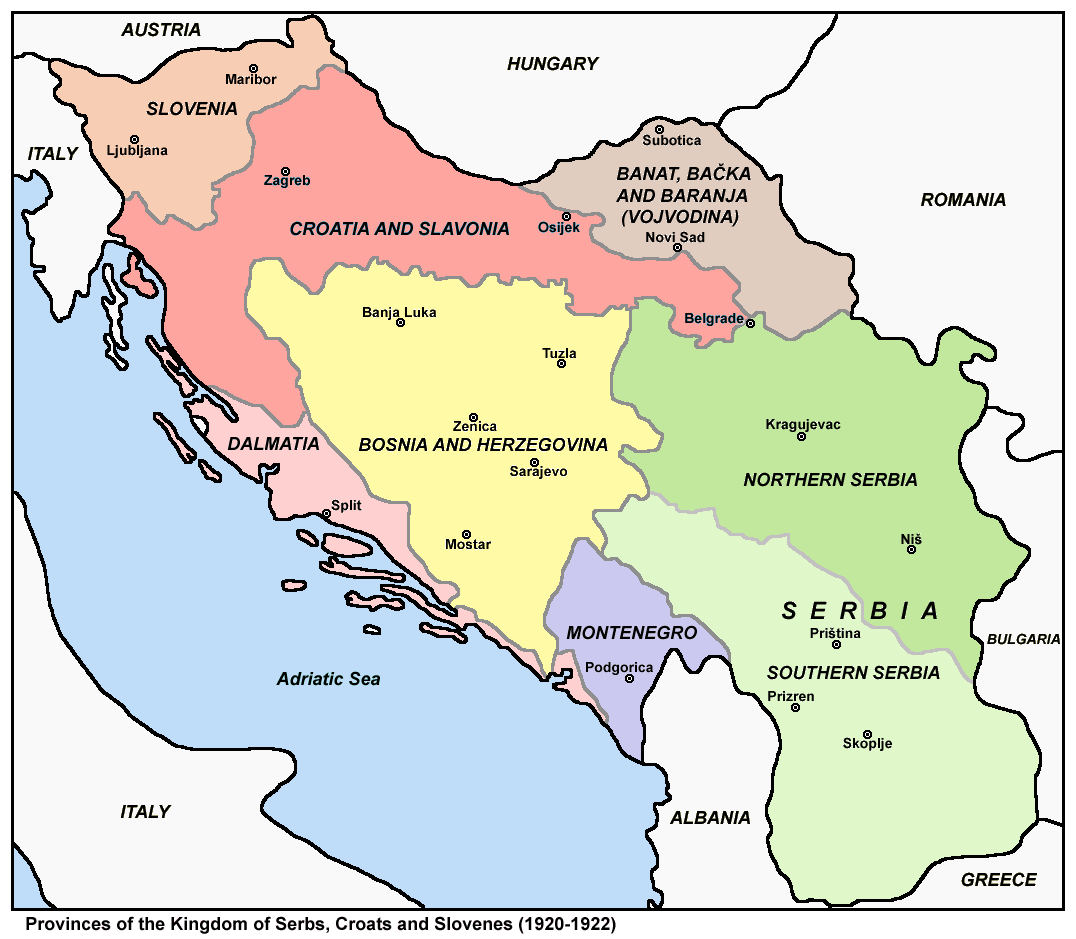
Províncias do Reino em 1920-1922

Os condados do Reino da Croácia-Eslavônia da Áustria-Hungria permaneceram até 1922

De 1918 a 1922, o Reino dos Sérvios, Croatas e Eslovenos manteve as divisões pré-1ª Guerra Mundial da Áustria-Hungria e nos estados anteriormente balcânicos independentes da Sérvia e Montenegro .
As províncias (pokrajine) eram:
1. Eslovénia
2. Croácia e Eslavônia
3. Dalmácia
4. Bósnia e Herzegovina
5. Banat, Bačka e Baranja
6. Sérvia
  1. Sérvia do Norte
  2. Sérvia do Sul
7. Montenegro

Estas eram subdivididas em distritos e condados:
1. Distrito de Andrijevica (antigo Montenegro)
2. Distrito de Banja Luka (antiga Áustria-Hungria)
3. Distrito de Bar (antigo Montenegro)
4. Distrito de Belgrado (antiga Sérvia)
5. Distrito de Berane (antigo Montenegro)
6. Distrito de Bihać (antiga Áustria-Hungria)
7. Distrito de Bijelo Polje (antigo Montenegro)
8. Condado de Bjelovar ( condado de Bjelovar-Križevci ; antigo Áustria-Hungria)
9. Distrito de Bitola (antiga Sérvia)
10. Distrito de Čačak (antiga Sérvia)
11. Distrito de Cetinje (antigo Montenegro)
12. Distrito de Ćuprija (Distrito de Morava; antiga Sérvia)
13. Condado de Dubrovnik (antiga Áustria-Hungria)
14. Distrito de Gornji Milanovac (distrito de Rudnica; antiga Sérvia)
15. Condado de Gospić ( condado de Lika-Krbava ; antiga Áustria-Hungria)
16. Distrito de Kavadarci (distrito de Tikveš; antiga Sérvia)
17. Distrito de Kolašin (antigo Montenegro)
18. Distrito de Kosovska Mitrovica (distrito de Zvečan; antiga Sérvia)
19. Condado de Kotor (antiga Áustria-Hungria)
20. Distrito de Kragujevac (antiga Sérvia)
21. Distrito de Kruševac (antiga Sérvia)
22. Distrito de Kumanovo (antiga Sérvia)
23. Condado de Liubliana (antiga Áustria-Hungria)
24. Condado de Maribor (antiga Áustria-Hungria)
25. Distrito de Mostar (antiga Áustria-Hungria)
26. Distrito de Negotin (Distrito de Krajina; antiga Sérvia)
27. Distrito de Nikšić (antigo Montenegro)
28. Distrito de Niš (antiga Sérvia)
29. Distrito de Novi Pazar (distrito de Raška; antiga Sérvia)
30. Distrito de Novi Sad (antiga Áustria-Hungria)
31. Condado de Ogulin ( condado de Modruš-Rijeka ; antigo Áustria-Hungria)
32. Distrito de Ohrid (antiga Sérvia)
33. Condado de Osijek (antiga Áustria-Hungria)
34. Distrito de Peć (distrito de Metohija; antigo Montenegro)
35. Distrito de Pirot (antiga Sérvia)
36. Distrito de Pljevlja (antigo Montenegro)
37. Distrito de Podgorica (antigo Montenegro)
38. Distrito de Požarevac (antiga Sérvia)
39. Condado de Požega (antiga Áustria-Hungria)
40. Distrito de Prijepolje (antiga Sérvia)
41. Distrito de Priština (distrito de Kosovo; antiga Sérvia)
42. Distrito de Prizren (antiga Sérvia)
43. Distrito de Prokuplje (distrito de Toplica; antiga Sérvia)
44. Distrito de Šabac (distrito de Podrinje; antiga Sérvia)
45. Distrito de Sarajevo (antiga Áustria-Hungria)
46. Condado de Šibenik (antiga Áustria-Hungria)
47. Distrito de Skopje (antiga Sérvia)
48. Distrito de Smederevo (antiga Sérvia)
49. Condado de Split (antiga Áustria-Hungria)
50. Distrito de Štip (distrito de Bregalnica; antiga Sérvia)
51. Distrito de Tetovo (antiga Sérvia)
52. Distrito de Travnik (antiga Áustria-Hungria)
53. Distrito de Tuzla (antiga Áustria-Hungria)
54. Distrito de Užice (antiga Sérvia e Norte do Montenegro)
55. Distrito de Valjevo (antiga Sérvia)
56. Condado de Varaždin (antiga Áustria-Hungria)
57. Distrito de Veliki Bečkerek (antiga Áustria-Hungria)
58. Distrito de Vranje (antiga Sérvia)
59. Condado de Vukovar ( condado de Syrmia ; antiga Áustria-Hungria)
60. Condado de Zagreb (antiga Áustria-Hungria)
61. Distrito de Zaječar (antiga Sérvia)

## Oblasts (1922-1929)

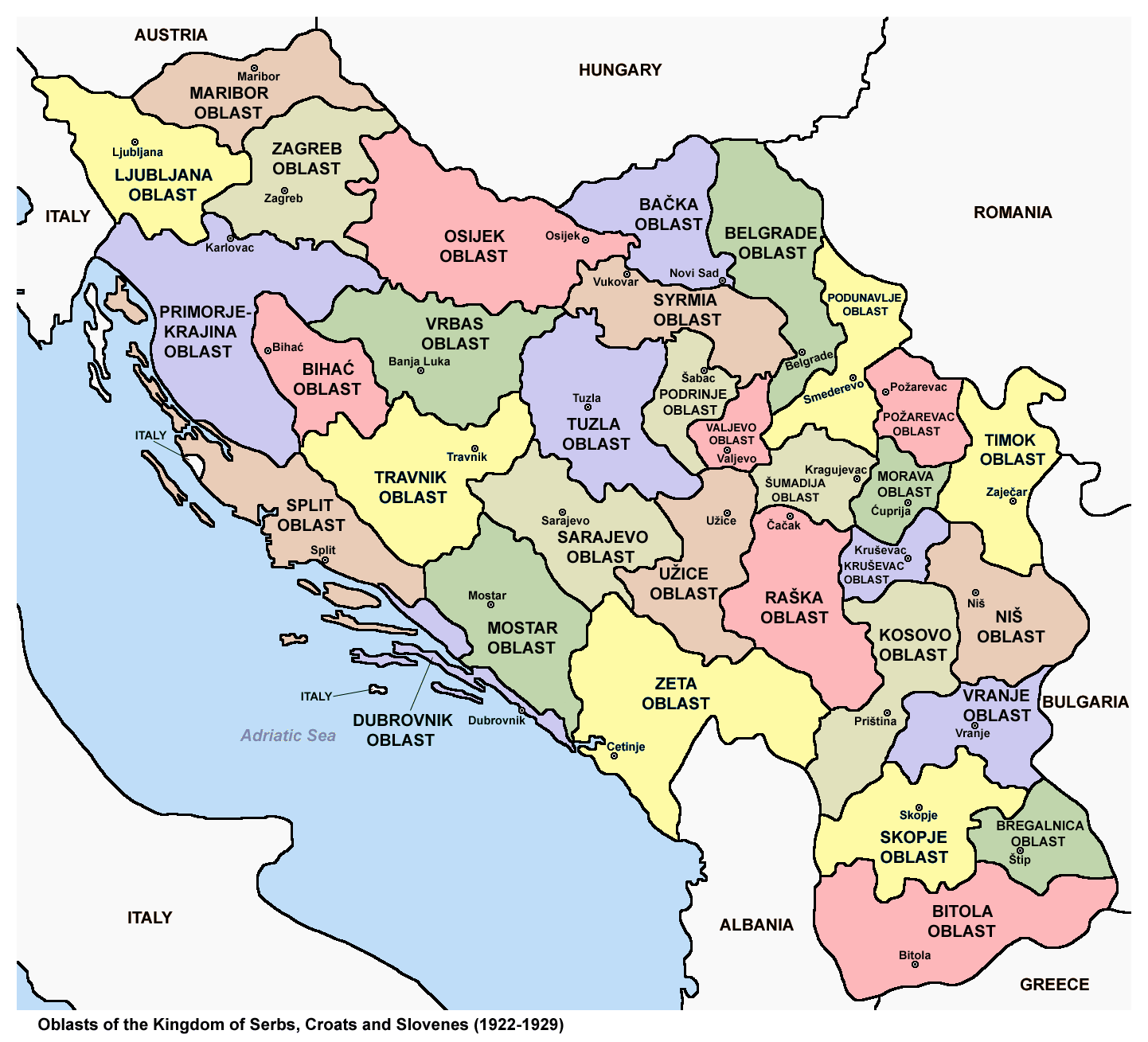
Oblasts do Reino dos Sérvios, Croatas e Eslovenos

A Constituição de Vidovdan de 1921 estabeleceu o Reino dos Sérvios, Croatas e Eslovenos como um Estado unitário e, em 1922, 33 novos oblasts administrativos (condados) foram instituídos. Estes não tinham qualquer relação com as divisões anteriores e, no interesse de promover o iugoslavismo, o estatismo e o multiculturalismo, não receberam nomes étnicos ou nacionais. Eles eram em grande parte nomeados por rios, regiões e cidades de onde eram administrados. Sendo impopulares em algumas partes do país desde sua formação, acabaram levandi à criação dos banatos .
1. Oblast de Banja Luka
2. Oblast de Belgrado
3. Oblast de Bihać
4. Oblast de Bitola
5. Oblast de Čačak (Oblast de Raška)
6. Oblast de Cetinje (Zeta Oblast)
7. Oblast de Ćuprija
8. Oblast de dubrovnik
9. Oblast de Karlovac (Primorsko-Krajina Oblast)
10. Oblast de Kragujevac (Šumadija Oblast)
11. Oblast de Kruševac
12. Oblast de Liubliana
13. Oblast de Maribor
14. Oblast de Mostar
15. Oblast de Niš
16. Oblast de Novi Sad - Oblast de Bačka
17. Oblast de Osijek
18. Oblast de Požarevac
19. Oblast de Priština (oblast de Kosovo)
20. Oblast de Šabac (Podrinje Oblast)
21. Oblast de Sarajevo
22. Oblast de Skopje
23. Oblast de Smederevo (Oblast de Podunavlje)
24. Oblast of Split
25. Oblast of Štip
26. Oblast de Travnik
27. Oblast de Tuzla
28. Oblast of Užice
29. Oblast de Valjevo
30. Oblast de Vranje
31. Oblast de Vukovar (Oblast de Syrmia)
32. Oblast de Zagreb
33. Oblast de Zaječar (Oblast de Timok)

## Banatos (banovinas; 1929-1941)

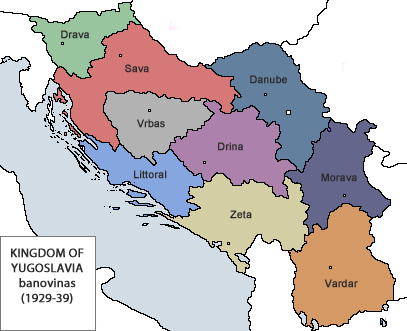
Banatos (banovinas) do Reino da Iugoslávia entre 1929 e 1939

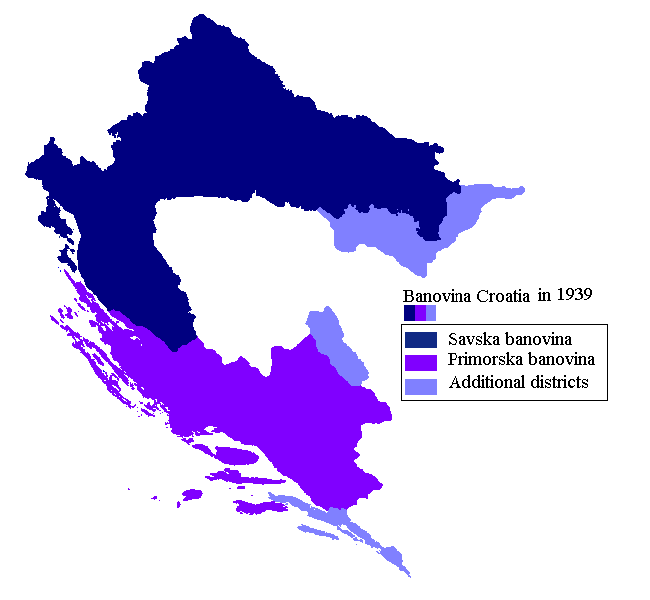
Ao criar o Banato da Croácia em 1939, o regime queria resolver a questão croata na Iugoslávia.

A partir de 1929, o Reino foi subdividido em nove novas províncias ou chamadas banatos ou banovinas. Suas fronteiras foram intencionalmente desenhadas de modo a não corresponder nem a fronteiras entre grupos étnicos, nem a fronteiras imperiais anteriores à Primeira Guerra Mundial. Eles foram nomeados por várias características geográficas, principalmente rios. Ligeiras mudanças em suas fronteiras foram feitas em 1931 com a nova Constituição iugoslava. Os banatos (banovinas) eram os seguintes:
1. Banovina do Danúbio (Dunavska banovina), capital: Novi Sad
2. Banovina do Drava (Dravska banovina), capital: Liubliana
3. Banovina do Drina (Drinska banovina), capital: Sarajevo
4. Banovina do Litoral (Primorska banovina), capital: Split
5. Banovina do Morava (Moravska banovina), capital: Niš
6. Banovina do Sava (Savska banovina), capital: Zagrebe
7. Banovina do Vardar (Vardarska banovina), capital: Escópia
8. Banovina do Vrbas (Vrbaska banovina), capital: Banja Luka
9. Banovina do Zeta (Zetska banovina), capital: Cetinje

A cidade de Belgrado, juntamente com Zemun e Pančevo, também eram unidades administrativas independente dos banatos (banovinas).

### Banovina da Croácia (1939-1941)
Como uma acomodação para croatas iugoslavos no Acordo Cvetković-Maček, a Banovina da Croácia (Banovina Hrvatska) foi formada em 1939 a partir de uma fusão dos banatos do Litoral e do Sava, com algum território adicional dos banatos do Drina, Dunav, Vrbas e Zeta. Como Sava, sua capital era Zagreb.